# Вулиця Мирослава Поповича
Ву́лиця Миросла́ва Попо́вича — вулиця у Святошинському районі міста Києва, місцевості Святошин, Академмістечко. Пролягає від Берестейського проспекту до бульвару Академіка Вернадського.
Прилучаються вулиці Ореста Васкула, Василя Стуса і Академіка Доброхотова; до вулиці примикає Святошинська площа.
На початку вулиці розташовані виходи зі станції метро «Житомирська».

## Історія
Відрізок вулиці між Берестейським проспектом і Святошинською площею виник на початку XX століття на території Святошинських дач, мав назву Торгова вулиця, пізніше складав частину вулиці 3-тя Просіка (разом із теперішньою вулицею Федора Кричевського). У 1958 році вулиця була перейменована на честь радянського лікаря, партійного і державного діяча Миколи Семашка.
Сучасна назва з 2022 року дана на честь філософа Мирослава Поповича, який проживав на цій вулиці.
Протягом першої половини 1960-х років продовжена до теперішніх розмірів. Сучасна забудова — 1950–90-х років.

## Зображення

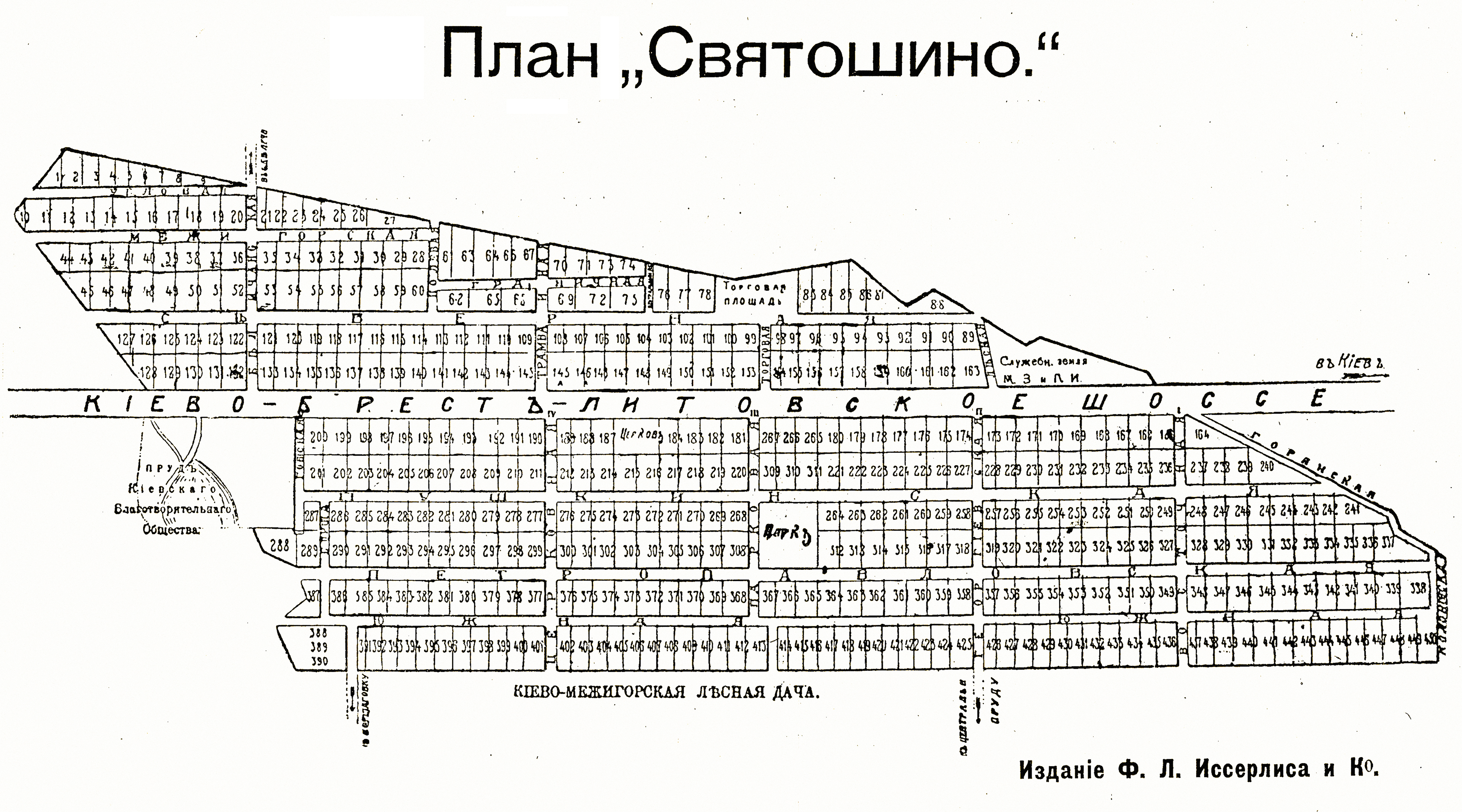
План Святошинських дач із позначенням Торгової вулиці, 1909

## Проєкт перейменування
22 березня 2018 року на пленарному засіданні Київської міської ради депутати проголосували проти перейменування вулиці на честь Миколи Павлушкова, засновника і керівника Спілки української молоді.

## Особистості
В одному з будинків цієї вулиці більше 40 років проживав український філософ, академік НАН України Мирослав Попович.

## Наукові і навчальні заклади
- Спеціалізована середня школа № 200 імені Василя Стуса з поглибленим вивченням англійської мови (буд. № 9)
- Українська академія наук (громадська організація) (УАН) (буд. № 13)

## Цікаві факти
- Вулиця має заплутану нумерацію будинків:
  - непарна сторона — з півдня на північ, від Берестейського проспекту до бульвару Академіка Вернадського;
  - парна сторона — з півночі на південь, від бульвару Академіка Вернадського до Берестейського проспекту.
- У кварталі від Берестейського проспекту до вулиці Ореста Васкула немає жодного будинку з адресою по вулиці Поповича.